# Vrije Fransen

De Franse vlag met het embleem van de Vrije Fransen, het Kruis van Lotharingen.

De beweging Vrije Fransen of Vrije Franse Strijdkrachten (Frans: Forces Françaises Libres) werd in 1940 opgericht door generaal De Gaulle en ontstond uit Franse oorlogsstrijders, officieren en burgers die besloten om de asmogendheden te bevechten na de Duitse inval tijdens de Tweede Wereldoorlog en de daaropvolgende Franse capitulatie. De Vrije Fransen stonden recht tegenover het Vichy-regime, dat collaboreerde met nazi-Duitsland, en een marionettenstaat in het zuidoosten van Frankrijk bestuurde. De geallieerden, en de Amerikanen in het bijzonder, wisten lange tijd niet goed wat ze aan De Gaulle hadden als alternatief voor het Vichy-regime.

## Achtergrond
Nadat in mei 1940 nazi-Duitsland in de Slag om Frankrijk zijn buurland Frankrijk binnenviel, begon maarschalk Pétain op 16 juni 1940 onderhandelingen te voeren met de asmogendheden. Generaal De Gaulle, lid van het Franse oorlogskabinet tijdens de Duitse invasie, was met Paul Reynaud, de voorzitter van het Franse kabinet en enkele andere leden van het kabinet sterk gekant tegen elke onderhandeling met de Duitsers en Italianen. Reynaud zond De Gaulle op een diplomatieke missie naar het Verenigd Koninkrijk waar De Gaulle nog steeds was toen de Franse regering viel. Op 18 juni sprak generaal De Gaulle de Franse bevolking toe in een radio-uitzending van de BBC. Het Britse kabinet trachtte deze uitzending nog tegen te houden, maar eerste minister Winston Churchill gaf zijn zegen.
Tijdens zijn appel du 18 juin vroeg De Gaulle de Franse soldaten en burgers de oorlog voort te zetten en startte zo de beweging van de Vrije Franse Strijdkrachten of Vrije Fransen. De uitzending van 18 juni werd niet overal in Frankrijk gehoord, maar via heruitzendingen raakte nagenoeg iedereen in Frankrijk op de hoogte. Ondanks de oproep van De Gaulle tekende Pétain op 22 juni 1940 toch de overgave met de asmogendheden en werd zo de president van Vichy-Frankrijk en daarmee een marionet van Hitler. Op 28 juni 1940 erkende Churchill De Gaulle als de leider van de Fransen die de oorlog voortzetten. Door de Vichy-regering werd hij bij verstek veroordeeld tot de doodstraf wegens hoogverraad. De Gaulle vond van zichzelf dat hij de laatste afgevaardigde was van de legitieme Reynaud-regering en zag Pétain en de Vichy-regering als onwettig. De Vichy-regering werd erkend door de Verenigde Staten van Amerika, de Sovjet-Unie, Italië en nazi-Duitsland. De Vrije Fransen bestonden in juli 1940 uit circa 7000 leden. Ze hadden vijftig schepen tot hun beschikking en 3600 manschappen vormden hulptroepen (auxiliary force) van de Britse Royal Navy. Om te beletten dat de vele marineschepen van de Vichy-regering in Duitse handen zouden vallen, viel de Britse marine de Franse marine aan op 3 juli 1940 in het Algerijnse Mers-el-Kébir en in Dakar aan de Afrikaanse westkust. Bij deze aanval kwamen meer dan duizend Fransen om het leven. De woede in Frankrijk was algemeen en vele Fransen zagen in de aanval een onoverkomelijk obstakel om zich bij de Vrije Fransen en dus bij de Britten aan te sluiten. Op 7 augustus 1940 tekenden het Verenigd Koninkrijk en De Gaulle het Akkoord van Chequers, waardoor de Britten zich inzetten om alle Franse bezittingen te redden en de onafhankelijkheid van Frankrijk te bewerkstelligen. De Britse regering financierde eveneens de onkosten van de Vrije Fransen. Voor het einde van de Tweede Wereldoorlog werden deze onkosten terugbetaald door De Gaulle.
Tijdens de Slag om Dakar van 23 tot 25 september 1940 mislukte een poging van de geallieerde troepen onder leiding van De Gaulle om de Vichy-gezinden voor de Vrije Fransen te winnen, maar in de herfst van dat jaar sloten de Franse koloniën Kameroen, Tsjaad, Congo-Brazzaville en Oubangui-Chari zich aan bij het kamp van De Gaulle. De koloniën Nieuw-Caledonië, Wallis en Futuna, Frans-Polynesië, Saint-Pierre en Miquelon (24 december 1941) en de Nieuwe-Hebriden volgden later. Frans Indo-China en de koloniën Guadeloupe en Martinique bleven onder het gezag van de Vichy-regering.
Vrije Fransen onder commando van Gaston Palewski heroverden Frans-Somaliland op de Italianen.
In september 1941 richtte Charles De Gaulle het Comité National Français (CNF) op, dat de Franse regering in ballingschap vertegenwoordigde. Op 24 november 1940 besloten de Verenigde Staten van Amerika het CNF te ondersteunen via de Leen- en Pachtwet. De Vrije Franse Strijdkrachten namen deel aan verscheidene geallieerde militaire operaties. Tijdens de Slag om Engeland in het najaar van 1940 vochten Vrije Franse piloten aan de zijde van de Britten en de Britse koninklijke marine kreeg vele Vrije Fransen in zijn gelederen. In de Noord-Afrikaanse Veldtocht dropte deze marine in Libië zijn eerste luchtlandingstroepen achter de linies van de asmogendheden en in Egypte vocht generaal Marie-Pierre Kœnig met zijn 1e Brigade van Vrije Fransen in juni 1942 bij Bir Hakeim en vertraagde zo de opmars van het Afrikakorps van Erwin Rommel, waardoor de wederopbouw van het Britse 8e Leger bij El Alamein mogelijk was. De Vrije Fransen vochten ook tegen de Italiaanse troepen in Abessinië (Ethiopië) en Eritrea en stonden tegenover de Vichy-legers in Syrië en Libanon.
Op 3 juni 1943 werd het te Londen gevestigde CNF samengevoegd met het Burgerlijke en Militaire Commando van Algerije, gevestigd te Algiers. De nieuwe organisatie heette het Comité Français de la Libération Nationale (CFLN), was gevestigd te Algiers, en werd geleid door Charles de Gaulle en Henri Giraud. Dit comité werd op 3 juni 1944 de Voorlopige Regering van de Franse Republiek, die de oprichting van de Vierde Franse Republiek in 1946 zou realiseren.